# Christoph Langhansen
Christoph Langhansen (* 9. November 1691 in Königsberg; † 14. März 1770 ebenda) war ein deutscher Mathematiker, lutherischer Theologe und ab 1755 Generalsuperintendent zu Königsberg.

## Leben
Der Sohn des lutherischen Theologen Christian Langhansen (1660–1727) hatte die erste Ausbildung vom Vater erhalten. Er studierte seit dem 25. September 1706 an der Universität Königsberg und später an der Universität Jena, wo er am 13. Juli 1712 den akademischen Grad eines Magisters der Philosophie erwarb. Danach wurde er außerordentlicher Professor der Mathematik an der Königsberger Universität, wo er 1717 zum Doktor der Theologie promoviert wurde. 1718 wurde er außerordentlicher Professor an der theologischen Fakultät der Königsberger Hochschule. 1719 übernahm er die ordentliche Professur der Mathematik und wurde 1720 Oberinspektor der Alumnen und des Konviktoriums.
Nachdem er 1721 dritter königlicher Hofprediger geworden war, übernahm er 1725 die ordentliche Professur der Theologie und wurde 1755 Konsistorialrat. Am 18. Januar 1755 folgte er Johann Jakob Quandt als Generalsuperintendent zu Königsberg und qua Amt im Vorsitz des lutherischen Preußischen Konsistoriums zu Königsberg, der regionalen Kirchenbehörde des Lutherischen Oberkonsistorium zu Berlin, die für die gesamte Monarchie zuständig waren.
Langhansen hatte sich auch an den organisatorischen Aufgaben der Königsberger Hochschule beteiligt. Er war Dekan der philologischen sowie der theologischen Fakultät und auch deren Rektor (1734, 1742, 1756 und 1764). 1765 legte er die theologische Professur nieder. In der Generalsuperintendentur folgte ihm nach seinem Tode Daniel Heinrich Arnoldt.
Seit dem 29. November 1719 war er auswärtiges Mitglied der königlich preußischen Akademie der Wissenschaften in Berlin. Langhansen ist als Theologe weniger in Erscheinung getreten. Vor allem seine astronomischen Beobachtungen, die auch im Druck erschienen, fanden Beachtung.
Aus seiner Ehe mit Brigitta Gertrud, Tochter des Königsberger Theologieprofessors Heinrich Lysius (1670–1731), stammen Kinder. Sein Enkel war der Dichter Christian Erhard Langhansen (1750–1816).

## Werke
- Diss. de mense veterum Ebraeorum lunari. (Resp. Johann Andrea Rinneberg) Muller, Jena 1712. (Digitalisat)
- Diss. de eclipsi solari, occasiene insignis 1715 d. 3 Maii appariturae. Reusner, Königsberg 1715. (Digitalisat)
- Dissertatio mathematica de parallaxi. (Resp. Georg Heinrich Rast) Reusner, Königsberg 1716.
- Auxiliante Divino Numine De Aurora Boreali, Quam Germani Das Nord-Licht, appelant A. c. 1716. d. 17. Martii observata. (Resp. Christian Heinrich Gütther) Reusner, Königsber 1716. (Digitalisat)
- Dissertatio astronomica de obliquitate eclipticae. (Resp. Christoph Schöneich) Reusner, Königsberg 1719. (Digitalisat)
- Diss. de figura telluris ad sensum sphaerica. (Resp. Julius Aegidius Negelein) Reusner, Königsberg 1724. (Digitalisat)
- Diss. de mensuris regni Borussiae hodiernis. (Resp. Heinrich Christoph Wilhelm) Stelter, Königsberg 1717. (Digitalisat)
- Diss. De Necessitate Omnium, Quae Existunt, Absoluta, in Theodicaea G. G. Leibnitii, Cui Wolfianum Metaphysicae Systema Superstructum Est, Asserta. (Resp. Johannes Heirich Lysius) Halle 1724. (Digitalisat)
- (Praeses Heinrich Lysus) Dissertatio Theologica, Argumentum Exhibens Jubilæo Quod Instat Lutherano Accommodatum, De Miraculorum Defectu, B. Luthero Male Exprobato. Reusner, Königsberg 1717. (Digitalisat)
- Progr. de ignoto, Sp. S. ex Actor. XIX, 2. Königsberg
- Progr. de diversis Spiritus Sancti in Luthero et Melanthone donis. Königsberg
- Progr. de primitiis Spiritus S. ex Rom. VIII, 23. Königsberg
- Progr. de die Paschatos 1744 in diversis sceptro Prussico subiectis terris diverso. Königsberg 1744
- Progr. super 2 Corinth. X, 5. Königsberg
- Progr. super Joh. I, 14. Königsberg
- Progr. super Actor. II, 4.
- Diss. de aeternitate essentiarum. Königsberg
- Diss. de interna singularitatis ratione. Königsberg
- Diss. de prudentia política. Königsberg
- Progr. de historia festi nativitatis Christi antiqua. Königsberg
- Progr. de errore antiquo nuper resuscitato, quod Spiritus Sanctus sit mater Jesu. Königsberg
- Progr. de die tertio, quo Christus resurrexit. Königsberg
- Progr. de Apostolis, resurrectionis Jesu Christi testibus. Königsberg
- Progr. de lucta carnis et spiritus in regenito. Königsberg
- Diss. I — IV de coeli politicl Planetis VII. Königsberg
- Progr. de ritu. dimittendi captivum in festo Paschatos Judaeorum. Königsberg
- Progr. de Deo pacis. Königsberg
- Progr. de unctione Christi, quam piae mulieres intendebant. Königsberg
- Progr. de nocte sancta, qua Christus natus est. Königsberg